# Поговори со мной грязно
«Поговори со мной грязно» (англ. Talk Dirty To Me) — порнофильм 1980 года сценариста и режиссёра Энтони Спинелли с Джесси Сент-Джеймс, Джоном Лесли, Ричардом Пачеко, Джульет Андерсон и Шарон Кейн в главных ролях. Спинелли также сыграл Херби. Картина считается одним из основополагающих фильмов конца эпохи порношика.
За фильмом последовало более десятка сиквелов вплоть до 2000-х годов, хотя после первых пяти фильмов связь с оригинальным фильмом и персонажем Лесли исчезает. Один сиквел, «Поговори со мной грязно 3», примечателен ранней ролью Трейси Лордз.

## Сюжет
Самопровозглашенный ловелас хвастается немного плотному приятелю, что может соблазнить любую женщину, которую захочет. Чтобы доказать это, он нацеливается на красивую блондинку, которую они недавно встретили.

## В ролях
- Джесси Сент-Джеймс — Марлен
- Джон Лесли — Джек
- Ричард Пачеко — Ленни
- Джульет Андерсон — Хелен
- Шэрон Кэйн — Роуз

## Награды и критика
Talk Dirty to Me получил несколько наград, в том числе: четыре премии AFAA Awards в категориях «Лучший фильм», «Лучший актёр» (Джон Лесли), «Лучший актёр второго плана» (Ричард Пачеко) и «Лучший монтаж» (Тим Макдональд), а также четыре премии Critics Adult Film Association  (в год открытия премии) в категориях «Лучший фильм», «Лучший режиссёр», «Лучший актёр» (Лесли) и «Лучший актёр второго плана» (Пачеко).
Роджер Филберт из Pornonomy присвоил фильму рейтинг «B».
В 1991 году фильм был включён в Зал славы XRCO.

## Спин-офф
Фильм породил спин-офф под названием Nothing to Hide («Откровение», 1981). Джон Лесли и Ричард Пачеко сыграли своих персонажей Джека и Ленни, режиссёром вновь выступил Спинелли.